# 아시아평화와 역사교육연대
아시아평화와역사교육연대는 일본을 비롯한 동아시아 각국 교과서의 역사왜곡을 바로잡고, 20세기 침략과 저항의 역사에 대한 아시아 공동의 역사인식을 위해 2001년 4월 23일 90여개의 시민, 사회, 학술 단체가 모여 결성한 NGO이다.
2003년 단체명칭을 아시아평화와 역사교육연대로 변경하고, (사)아시아평화와 역사연구소를 설립하여 한중일 역사갈등 해결을 위한 역사인식 문제와 교과서 문제에 대한 각종 연구사업 및 대중활동을 진행하고 있다. 아울러 국내외 여러 시민, 사회, 학술 단체들과의 연대 활동을 통해, 과거사 청산 활동에도 참여하고 있다.
사무실은 서울특별시 종로구 명륜동에 위치하고 있으며, 주된 사업은 한중일 공동역사교재 편찬, 한중일 청소년 역사체험 캠프. 역사인식과 동아시아 평화포럼 등이다.